# Бањалучко коло
Бањалучко коло је направа за пецање, по много чему јединствена и носи назив по Бањој Луци, мјесту гдје је направљена и популарисана. Бањалучко коло се користи за пецање на текућим, бржим водама, али се може користити и у стајаћим водама, као што су језера. 
Истиче се пецање на пловак, јер силк, лакс или најлон код рола има неодређен положај па је кориштењем бањалучког кола бржа контра и лакше је шпановати, па је силк у једном фином правцу. То олакшава брзе реакције кад се риба лови на пловак. Са колом се може управљати једном руком.
На обали ријеке Врбас највише је шкобаља.
Претпоставке су да је прво бањалучко коло направљено око 1930. године, непознатог аутора. Од тада се годинама коло мијењало по величини и тежини. 
Раније су мајстори сами себи правили коло, за шта је било потребно и знање и вријеме и до десетак дана. Данас кола праве и приватни предузетници на токарским машинама.
Бањалучко коло за рибарски штап се може причврстити помоћу носача, али и уз помоћ љепљиве траке. Користи се и на дугим и на кратким рибарским штаповима.
Бањалучко коло се распростанило и по свијету.